# Hrabstwo Brunswick (Karolina Północna)
Hrabstwo Brunswick (ang. Brunswick County) – hrabstwo w stanie Karolina Północna w Stanach Zjednoczonych.

## Geografia
Według spisu z 2000 roku obszar całkowity hrabstwa obejmuje powierzchnię 1050 mil2 (2719,49 km²), z czego 855 mil2 (2214,44 km²) stanowią lądy, a 195 mili2 (505,05 km²) stanowią wody. Według szacunków United States Census Bureau w roku 2012 miało 112 257 mieszkańców. Jego siedzibą administracyjną jest Bolivia.

### Miasta
- Bald Head Island (wieś)
- Belville
- Bolivia
- Boiling Spring Lakes
- Calabash
- Carolina Shores
- Caswell Beach
- Holden Beach
- Leland
- Navassa
- Northwest
- Ocean Isle Beach
- Oak Island
- Sandy Creek
- Shallotte
- St. James
- Southport
- Sunset Beach
- Varnamtown